# Nealcidion nebulosum
Nealcidion nebulosum là một loài bọ cánh cứng trong họ Cerambycidae.